# 日本ビーチサッカー連盟
一般財団法人日本ビーチサッカー連盟（にほんビーチサッカーれんめい）は、日本サッカー協会の関連団体で、2015年4月にビーチサッカーの環境整備・普及を目的に法人登記された団体である。
法人登記申請受理後の4月16日にJFAハウスにて記者報告会を実施。
発足初年度は全国6地域（関東、北信越、東海、関西、中国、九州）において地域リーグ開催を推進するとともに、Beach Soccer地域リーグチャンピオンシップを開催した。

## 主催大会
BeachSoccer地域リーグチャンピオンシップ
- 第1回 優勝：ドルソーレ北九州【九州BSリーグ】
- 第2回 優勝：ソーマプライア沖縄【九州BSリーグ】
- 第3回 優勝：東京ヴェルディBS 【関東BSリーグ】
- 第4回 優勝：東京ヴェルディBS 【関東BSリーグ】